# عواقب عكسية
تشير العواقب العكسية أو قانون العواقب العكسية إلى النتائج التي تكون عكس التوقعات المقصودة أو المخطط لها في البداية. إحدى العواقب تكمن في "المأزق العكسي" للأخرى.

## تاريخ
استخدم مصطلح "العواقب العكسية" لأكثر من 175 عامًا (منذ عام 1835 على الأقل). واستخدم هذا المصطلح أوغست كونت (1798-1857) في كتابه نظام الحكم الإيجابي (نُشر عام 1875)، حيث ذكر أن "الزيادة الحتمية في التعقيد، بما يتناسب مع انخفاض العمومية، تؤدي إلى نتيجتين عكسيتين".

## أمثلة موثقة
طبق مصطلح "العواقب العكسية" في حالات عديدة، على سبيل المثال:
- في علاج إدمان المخدرات، قد تؤدي الأدوية التي تهدف إلى تقليل نوع واحد من الإدمان إلى إدمان آخر: العلاج طويل الأمد بالأدوية الأفيونية (مثل المورفين) له عواقب عكسية.[4]
- في إدارة مهام العمل، يكون للتنفيذ المتسلسل الإجمالي لمهام العمل عواقب عكسية، مثل تقليل عبء العمل مع زيادة المهلة الزمنية.[5]
- في إدارة الأصول، قد يكون لخطط إدارة المحافظ عواقب عكسية على الفوائد المحتملة.[6]

## العبارات ذات الصلة
إن مفهوم "العواقب العكسية" له نتيجة طبيعية في عبارات أخرى أيضًا:
- "الخطة جاءت بنتائج عكسية" (back-fired) - مما يعني أن النتيجة المعاكسة حدثت، كما هو الحال في إطلاق النار إلى الخلف، وليس إلى الأمام.

## ملحوظات
1. 1 2 3  
The Philosophy of Manufactures: Or, An Exposition
 (on factory systems), أندرو أور, 1835,
 page 434 of 480 pages,
 Google Books link:
 states "the influence of which upon them will be manifested
 by inverse consequences; the one being in the reverse
 predicament of the other."
 نسخة محفوظة 2024-06-05 على موقع واي باك مشين.
2. 1 2  
 "Chatham County Center: Green Thumb Prints Newsletter 2007
 Index", NCSU.edu, May 2007, webpage:
 NCSU-law.
 نسخة محفوظة 2016-03-03 على موقع واي باك مشين.
3. ↑  
System of Positive Polity: Social statics
 (on وضعية), أوغست كومت,
 1875, page 376,
 Google Books link:
 states "inevitable increase in Complication in proportion
 with the decrease of Generality, gives rise to two inverse
 consequences."
 نسخة محفوظة 2024-06-05 على موقع واي باك مشين.
4. ↑  
 "Neuron : Experimental Genetic Approaches to Addiction",
 A. Laakso, 2002, webpage:
 دُوِي:10.1016/S0896-6273(02)00972-8:
 states "exposure to psychostimulants such as cocaine leads
 to sensitized response; long-term treatment with opiates
 (such as morphine) also has inverse consequences".
5. ↑  "Managing and Organizing the Cooperation in Design Processes"
 M. David, PDF file:
 Inria-fr-COOP2004-PDF[وصلة مكسورة].
6. ↑  
 "The Infinite Asset: Managing Brands to Build New Value"
 (on business & economics), Sam Hill, Chris Lederer,
 2001, 238 pages, 
 Google Books link:
 states "...managers must understand and anticipate
 inverse consequences every bit as much as they preach
 the potential benefits of their action plans."
 نسخة محفوظة 2024-06-05 على موقع واي باك مشين.